# 모노마스틱스속
모노마스틱스속(Monomastix)은 알파 분류학에서, 녹조식물문 마미엘라강에 속하는 조류 속의 하나이다. 모노마스틱스목(Monomastigales)과 모노마스틱스과(Monomastigaceae)의 유일속이다. 현재 5종을 포함하고 있다.

## 하위 종
- Monomastix astigmata
- Monomastix minuta
- Monomastix ophistostigmata
- Monomastix opisthostigma
- Monomastix pyrenigera